# Blues Traveler
Blues Traveler – amerykański zespół jamowy z Princeton, New Jersey, prowadzony przez Johna Poppera (wokal, harmonijka). Członkami zespołu są Chan Kinchla (gitara), Brendan Hill (perkusja), Tad Kinchla (gitara basowa) i Ben Wilson (klawisze). Założyciel Bobby Sheehan (gitara basowa) zmarł w 1999 z powodu przedawkowania narkotyków w Nowym Orleanie.
Zespół można zobaczyć między innymi w filmie Blues Brothers 2000. John Popper spotkał tam się z Elwoodem Bluesem na stacji benzynowej. Poprosił go o wysłuchanie utworu "Maybe I'm Wrong", który posłużył jako podkład do pierwszego etapu podróży po USA zespołu Blues Brothers Band.

## Dyskografia
- Blues Traveler (1990)
- Travelers & Thieves (1991)
- Save His Soul (1993)
- 1,000,000 People Can't Be Wrong (1994), składanka
- Four (1994)
- Live From the Fall (1996)
- Straight on Till Morning (1997)
- Bridge (2001)
- Live: What You and I Have Been Through (2002)
- Travelogue: Blues Traveler Classics (2002), składanka
- Truth Be Told (2003)
- Live on the Rocks {2004)
- ¡Bastardos! (2005)